# Ixodes euplecti
Ixodes euplecti este o specie de căpușe din genul Ixodes, familia Ixodidae, descrisă de Joseph Charles Arthur în anul 1958. Conform Catalogue of Life specia Ixodes euplecti nu are subspecii cunoscute.